# 시라이 하루키
시라이 하루키(일본어: 白井 陽貴, 2000년 10월 5일~)는 일본의 축구 선수이다.

## 구단 경력
그는 2022년 J2리그의 V-파렌 나가사키에 입단했다. 2024년까지 23경기에 출전하여, 1득점을 넣었다. 2025년 이와키 FC로 이적했다.